# Katja Boost
Katja Boost (* 1972 in Wiesbaden) ist eine deutsche Opern-, Oratorien-, Lied- und Konzertsängerin (Alt).

## Leben
Katja Boost begann ihre Gesangsausbildung im Alter von 15 Jahren bei Gertie Charlent am Peter-Cornelius-Konservatorium in Mainz. Dort nahm sie auch nach dem Abitur ihr Studium im Fach Oper und Konzert auf, das sie 1996 abschloss. Sie absolvierte Meisterkurse bei Thomas Dewald, Ulf Bästlein sowie bei Julia Hamari. Während ihres Studiums gastierte Katja Boost auf den Bühnen von Karlsruhe und Köln. Im Sommer 1998 sang sie die Partie der Filipyevna in Eugen Onegin für die European Opera im neuen Festspielhaus Baden-Baden und am Theatre des Champs Elysees in Paris. In ebendieser Rolle gastierte sie im Frühjahr 2016 am Pfalztheater Kaiserslautern.
Von September 1999 bis Juli 2000 war sie Mitglied im Jungen Ensemble der Bayerischen Staatsoper. Festspielauftritte führten Katja Boost u. a. nach Wiesbaden, Konstanz und Merzig. Mit Beginn der Spielzeit 2000/2001 gehörte sie zum festen Ensemble der Kölner Oper.
Ab der Spielzeit 2005/2005 ist Katja Boost freiberuflich tätig. Sie gastierte an großen deutschsprachigen Bühnen wie Berlin, Bremen, Graz, Kassel, Münster, Schwerin und Wiesbaden. Zu ihrem Repertoire gehören u. a. die 3. Dame (Die Zauberflöte), Schwertleite (Die Walküre),  Katharina (Johanna auf dem Scheiterhaufen), Annina (Der Rosenkavalier), Lucia (Cavalleria rusticana), Quickly (Falstaff), Prinzessin Clarissa (Die Liebe zu den drei Orangen), Erda (Siegfried) sowie die 2. Norn (Götterdämmerung).
Als Lied- und Konzertsängerin machte Katja Boost insbesondere im romantischen Konzertrepertoire, wie z. B. Beethovens Missa Solemnis, Verdis Requiem oder Mahlers 2. Symphonie auf sich aufmerksam. Im September 1999 führte sie eine Konzertreise im Auftrag des Goethe-Instituts mit den Liedern eines fahrenden Gesellen von Gustav Mahler nach Indien, Pakistan, Bangladesch und Sri Lanka.
Bisher arbeitete Katja Boost mit Dirigenten wie Gerd Albrecht, Philippe Auguin, Will Humburg, Philippe Jordan, Markus Stenz, Jeffrey Tate und Regisseuren wie Christopher Alden, Andreas Baesler, Robert Carsen, Berry Koski, Wolfram Mehring sowie Ulrich Peters.